# حديقة ومحمية جريت ساند ديونز الوطنية
حديقة ومحمية جريت ساند ديونز الوطنية (بالإنجليزية: Great Sand Dunes National Park and Preserve) هي حديقة وطنية أمريكية تمتد على مساحة من الكثبان الرملية الكبيرة التي يصل ارتفاعها إلى 750 قدمًا (230 مترًا) على الحافة الشرقية لوادي سان لويس، وتحدها محمية وطنية مجاورة في سلسلة جبال سانغري دي كريستو، في جنوب وسط كولورادو، الولايات المتحدة.  تم تعيين الحديقة في الأصل كنصب تذكاري وطني لكثبان الرمال العظمى في 17 مارس 1932، من قبل الرئيس هربرت هوفر. كانت الحدود الأصلية محمية بمساحة 143.8 كم2. تمت الموافقة على تغيير الحدود وإعادة تصميمها كمتنزه وطني ومحمية في 22 نوفمبر 2000، ثم تم إنشاؤها في 24 سبتمبر 2004. تضم الحديقة 434.4 كم2، بينما تحمي 168.7 كم2 اضافيا لما مجموعه 603.1 كم2.  بلغ إجمالي الزوار 527,546 في عام 2019.
تحتوي الحديقة على أطول كثبان رملية في أمريكا الشمالية. تغطي الكثبان مساحة تبلغ حوالي78 كم2 ويقدر أنها تحتوي على أكثر من 1.2 ميل مكعب (5 مليارات متر مكعب) من الرمال.  ملأت الرواسب من الجبال المحيطة الوادي خلال فترات زمنية جيولوجية. بعد انحسار البحيرات الموجودة في الوادي، وقد تطايرت الرمال المكشوفة بفعل الرياح الجنوبية الغربية السائدة باتجاه نهر سانجر دي كريستو، مما أدى في النهاية إلى تشكيل حقل الكثبان على مدى عشرات الآلاف من السنين. المكونات الأربعة الأساسية لنظام الكثبان الرملية العظمى هي مستجمعات المياه الجبلية، وحقل الكثبان الرملية، والصفيحة الرملية، والسبخة.  تشمل النظم البيئية داخل مستجمعات المياه الجبلية التندرا الألبية والغابات الفرعية والأراضي الحرجية الجبلية ومناطق النهر.

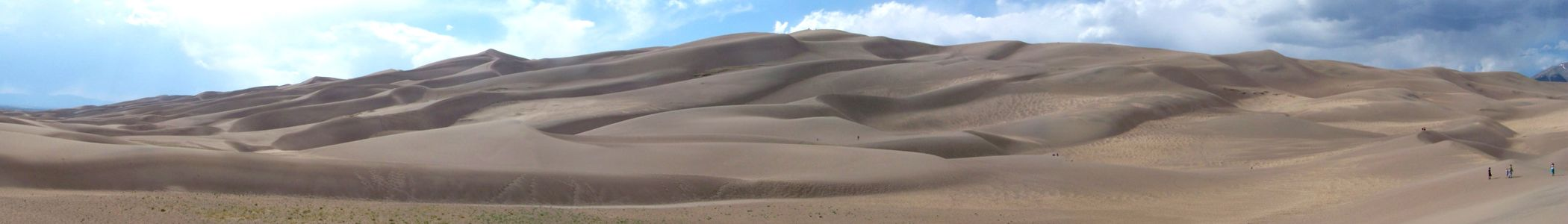
منظر واسع للكثبان الرملية مع وجود أشخاص في المقدمة مباشرة

يمكن للزوار المشي عبر جدول ميدالو الواسع للوصول إلى الكثبان الرملية في فصلي الربيع والصيف. ويُسمح بالمشي لمسافات طويلة في جميع أنحاء الكثبان الرملية، وللإشارة تصل درجة حرارة سطح الرمال إلى 66 درجة مئوية في الصيف. كما تعتبر رياضة التزلج على الرمال من الأنشطة الشائعة، حيث يتم إجراؤها باستخدام معدات مصممة خصيصًا يمكن استئجارها خارج مدخل المنتزه أو في مقاطعة ألاموسا. ويمكن للزوار الذين يستخدمون سيارات الدفع الرباعي أن يستمروا في تجاوز نهاية الطريق الرئيسي للحديقة إلى طريق ميدانو على طول 35 كم من الطريق غير الممهد، وعبور جدول ميدانو حتى تسع مرات وعبور 6.4 كم من الرمال العميقة. يُسمح أيضا بالصيد في المحمية في الخريف، ولكنه محظور داخل حدود المنتزهات الوطنية في جميع الأوقات. تشمل المحمية جميع المناطق الجبلية تقريبًا شمال وشرق دنفيلد، حتى خط التلال في سانجر دي كريستوس.

## معرض الصور
|  |  |  |  |

## روابط خارجية
الموقع الرسمي لادارة المنتزهات الوطنية
الموقع الرسمي للمحمية